# Stéphane Sarrazin
Stéphane Sarrazin (Alès, 2 november 1975) is een Frans autocoureur, zowel actief op de rallypaden als het circuit.

## Carrière

### Rallysport
Sarrazin debuteerde in 1994 in de rallysport, maar zou deze activiteiten grotendeels op een halt zetten toen hij zich ging concentreren op het circuit. In 2000 keerde hij terug in het Frans rallykampioenschap en een jaar later won hij hierin zijn eerste rally. Na een tussenstop van twee jaar, keerde hij in 2004 opnieuw terug en schreef met een Subaru Impreza WRC de Franse rallytitel op asfalt op zijn naam. Met deze auto debuteerde hij dat jaar ook tijdens in het wereldkampioenschap rally in Duitsland met een negende plaats in het algemeen klassement. Hij overtrof dit resultaat tijdens de WK-rondes van Corsica en Catalonië, waar hij als zesde en vierde respectievelijk eindigde en zodoende kampioenschapspunten wist te scoren. In het seizoen 2005 werd hij gecontracteerd als fabrieksrijder bij het team van Subaru. Hij reed een geselecteerd aantal evenementen, met als beste resultaat een vierde plaats in Corsica. In het seizoen 2006 hield hij deze rol aan, alleen limiteerde hij zich dat jaar enkel tot deelnames aan de asfaltrondes. Een vijfde plaats in Monte Carlo was dit keer zijn beste resultaat.

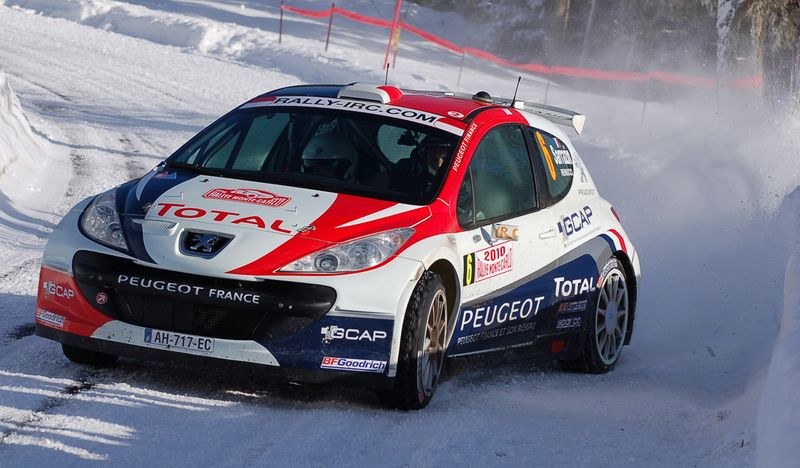
Sarrazin actief voor Peugeot tijdens de Rally van Monte Carlo in 2010

Sarrazin richtte hierna zijn concentratie weer volledig op het circuit en keerde niet terug in het WK rally. Sinds 2009 nam hij voor Peugeot nog wel jaarlijks deel aan de Rally van Monte Carlo, die tot aan 2011 onderdeel was van de Intercontinental Rally Challenge. In 2014 won hij zijn eerste internationale rally, toen hij achter het stuur van een Ford Fiesta RRC zegevierde in Corsica, op dat moment een ronde van het Europees rallykampioenschap. In 2015 en 2016 keerde hij terug in het WK rally in Corsica, toen het evenement hier weer deel van uitmaakte.

### Circuit
Stéphane Sarrazin maakte zijn competitieve debuut in karten. In 1996 ging Sarrazin rijden in de Franse Formule 3, voordat hij in 1998 de overstap maakte naar de Formule 3000, alwaar hij direct zijn eerste race wist te winnen. Hij werd uiteindelijk zesde in het kampioenschap dat jaar, en verdiende daarmee een contract als testrijder bij het Prost Formule 1-team. In 1999 werd hij voor een race uitgeleend aan Minardi, om voor het team de Grand Prix van Brazilië te gaan rijden, als vervanger van vaste coureur Luca Badoer die een polsblessure had opgelopen bij een testcrash. Zonder kennis van de auto reed Sarrazin een bemoedigend debuut in de Formule 1 en lag in de race zo hoog als elfde toen hij een ongeluk kreeg en de wedstrijd moest staken. Een race later keerde Badoer terug van zijn blessure, en vervulde Sarrazin weer zijn voormalige rol bij Prost, wat hij tot aan 2001 bleef doen. In 2002 deed hij dit nog voor het nieuwe Toyota Formule 1-team.

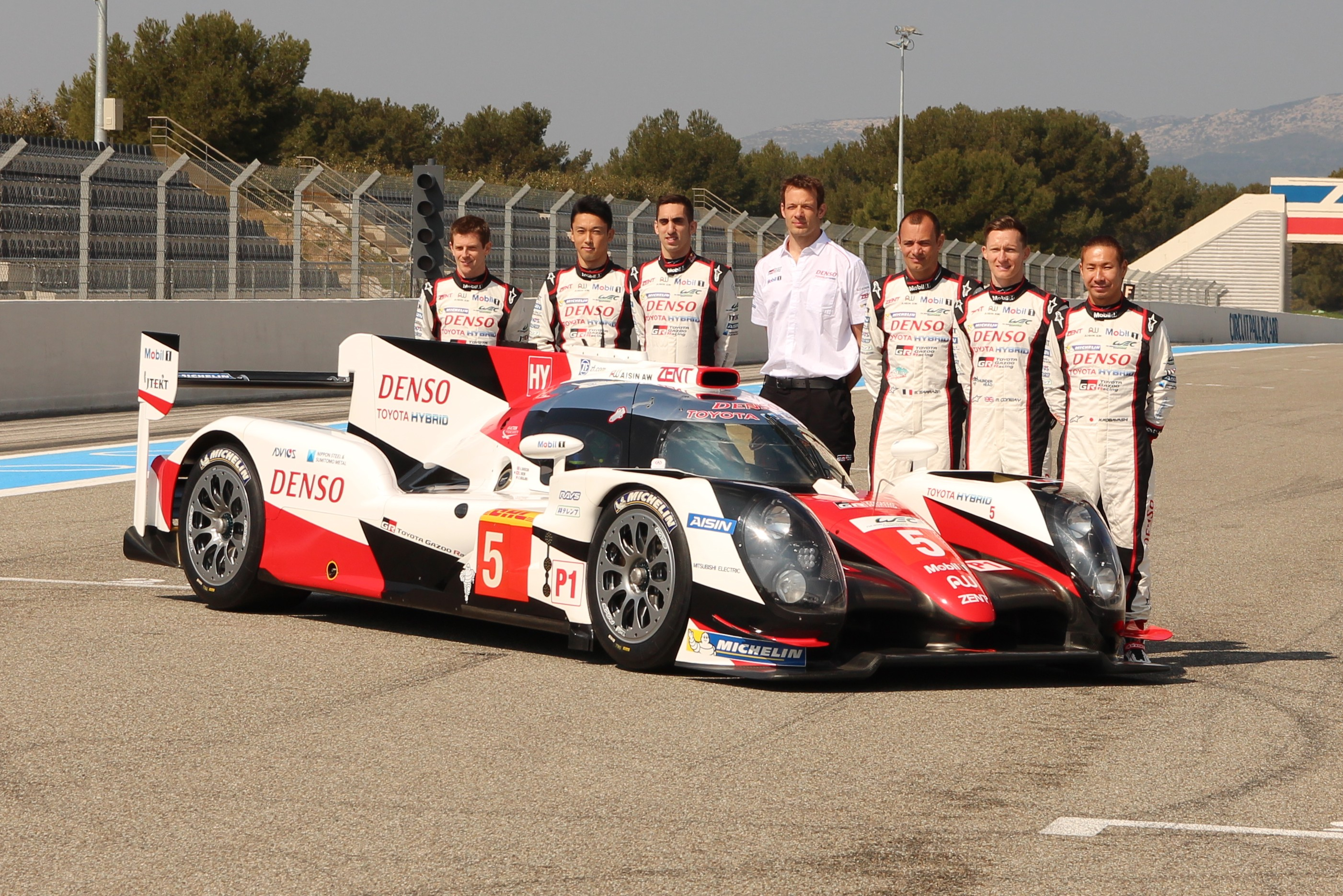
Sarrazin (derde van rechts) tijdens de presentatie van de Toyota TS050 in 2016

Sarrazin neemt sinds 2001 ook deel aan de 24 uur van Le Mans. Sinds 2007 doet hij dit voor het fabrieksteam van Peugeot met de Peugeot 908. In 2007 eindigde hij samen met Sébastien Bourdais en Pedro Lamy als tweede in de race, en herhaalde dit resultaat in 2009. In 2011 behaalde hij met zijn team een derde plaats. Sinds 2012 is hij voor Toyota Racing actief in het FIA World Endurance Championship, waarin hij in 2013 en 2016 derde in het kampioenschap eindigde en nog tweemaal in tweede plaats behaalde in Le Mans.
In het seizoen 2014-2015 en 2016-2017 neemt Sarrazin ook deel aan het elektrische kampioenschap Formule E. Hij komt hier uit voor het team Venturi Grand Prix met Nick Heidfeld en later Maro Engel als teamgenoot.

## Complete resultaten in de Formule 1
- Races vetgedrukt betekent pole positie, races cursief betekent snelste ronde

| Seizoen | Inschrijving           | Chassis     | Motor                          | 1   | 2       | 3   | 4   | 5   | 6   | 7   | 8   | 9   | 10  | 11  | 12  | 13  | 14  | 15  | 16  | Pos. | Punten |
| ------- | ---------------------- | ----------- | ------------------------------ | --- | ------- | --- | --- | --- | --- | --- | --- | --- | --- | --- | --- | --- | --- | --- | --- | ---- | ------ |
| 1999    | Fondmetal Minardi Ford | Minardi M01 | Ford VJM1/VJM2 Zetec-R 3.0 V10 | AUS | BRA DNF | SMR | MON | SPA | CAN | FRA | GBR | OOS | DUI | HON | BEL | ITA | EUR | MAL | JPN | -    | 0      |

## Complete resultaten in het wereldkampioenschap rally
| Seizoen | Inschrijving            | Auto                   | 1       | 2      | 3   | 4     | 5      | 6   | 7   | 8      | 9       | 10      | 11      | 12      | 13  | 14    | 15      | 16  | Pos. | Punten |
| ------- | ----------------------- | ---------------------- | ------- | ------ | --- | ----- | ------ | --- | --- | ------ | ------- | ------- | ------- | ------- | --- | ----- | ------- | --- | ---- | ------ |
| 2004    | Équipe de France FFSA   | Subaru Impreza WRC2003 | MON     | ZWE    | MEX | NZL   | CYP    | GRI | TUR | ARG    | FIN     | DUI 9   | JPN     | GBR     | ITA | FRA 6 | SPA 4   | AUS | 11   | 8      |
| 2005    | Subaru World Rally Team | Subaru Impreza WRC2004 | MON 14  | ZWE 13 | MEX | NZL   |        |     |     |        |         |         |         |         |     |       |         |     | 17   | 6      |
| 2005    | Subaru World Rally Team | Subaru Impreza WRC2005 |         |        |     |       | ITA 12 | CYP | TUR | GRI 13 | ARG     | FIN     | DUI 8   | GBR DNF | JPN | FRA 4 | SPA DNF | AUS | 17   | 6      |
| 2006    | Subaru World Rally Team | Subaru Impreza WRC2006 | MON 5   | ZWE    | MEX | SPA 8 | FRA 8  | ARG | ITA | GRI    | DUI DNF | FIN     | JPN     | CYP     | TUR | NZL   | AUS     | GBR | 18   | 6      |
| 2015    | Stéphane Sarrazin       | Ford Fiesta RS WRC     | MON     | ZWE    | MEX | ARG   | POR    | ITA | POL | FIN    | DUI     | AUS     | FRA 9   | SPA     | GBR |       |         |     | 26   | 2      |
| 2016    | Stéphane Sarrazin       | Hyundai i20 R5         | MON     | ZWE    | MEX | ARG   | POR    | ITA | POL | FIN    | DUI     | CHN C   | FRA DNF | SPA     | GBR | AUS   |         |     | –    | 0      |
| 2017    | Stéphane Sarrazin       | Škoda Fabia R5         | MON     | ZWE    | MEX | FRA 9 | ARG    | POR | ITA | POL    | FIN     | DUI     | SPA     | GBR     | AUS |       |         |     | 21   | 2      |
| 2018    | Stéphane Sarrazin       | Hyundai i20 R5         | MON DNF | ZWE    | MEX | FRA   | ARG    | POR | ITA | FIN    | DUI     | TUR     | GBR     | SPA     | AUS |       |         |     | –    | 0      |
| 2019*   | Stéphane Sarrazin       | Hyundai i20 R5         | MON 9   | ZWE    | MEX | FRA   | ARG    | CHL | POR | ITA    | FIN     | DUI DNF | TUR     | GBR     | SPA | AUS   |         |     | 23   | 2      |

* Seizoen loopt nog.